# Eskil Torstensson
Eskil Torstensson (latinsk form Eskillus Thorstani), född troligen på 1350-talet, död efter 1425, var en svensk biskop i Växjö stift.
Eskil Torstensson var 1382 präst och föreståndare för fattighospitalet i Aneboda med Sankt Henriks sockenkyrka. 1397 vistades han i Rom hos påven som ombud för biskop Nicolaus i Västerås stift och var då kanik i Växjö med Aneboda som prebende och erhöll då även expektans på ett prebende i Linköping. 1402 vistades han i tillfälligt i Alingsås där han bevittnade ett brev åt Abraham Brodersson. 1408 valdes han till biskop i Växjö, och vigdes 1409 till ämbetet av Brynolf Karlsson. Han avgick själv från biskopsämbetet, ett beslut som godkändes av påven 1426.